# Jean Taris
Jean Taris   (Versalles, 6 de juliol de 1909 - Grassa, 10 de gener de 1977) va ser un nedador francès que va competir durant les dècades de 1920 i 1930.
Durant la seva carrera esportiva va prendre part en tres edicions dels Jocs Olímpics d'Estiu, el 1928, 1932 i 1936. El 1928, a Amsterdam, quedà eliminat en sèries dels 1.500 metres lliures i 4x200 metres lliures del programa de natació. El 1932, a Los Angeles, guanyà la medalla de plata en els 400 metres lliures, mentre en els 1.500 metres lliures fou sisè. La seva darrera participació en uns Jocs fou el 1936, a Berlín, on fou quart en els 4x200 metres lliures i sisè en els 400 metres lliures.
En el seu palmarès també destaquen dues medalles d'or al Campionat d'Europa de natació de 1934, en els 400 i 1.500 metres lliures, i una de plata, en els 400 metres lliures al de 1931. El 1931 Jean Vigo va fer-li el curtmetratge Taris, roi de l'eau. El 1984 fou incorporat a l'International Swimming Hall of Fame. Durant la seva carrera va establir set rècords mundials i 49 de nacionals, alhora que guanyà 34 títols nacionals.